# 1774
1774 (MDCCLXXIV) byl rok, který dle gregoriánského kalendáře započal sobotou.

## Události
- 21. ledna – Po 17 letech vlády zemřel osmanský sultán Mustafa III. a na trůn nastoupil Abdulhamid I.
- 2. července – Anglický mořeplavec James Cook v Tichém oceánu objevil ostrov Vatoa.
- 10. května – Po 59 letech vlády zemřel francouzský král Ludvík XV. a na trůn nastoupil jeho vnuk Ludvík XVI.
- 21. července – Rusko a Osmanská říše podepsaly mírovou smlouvu, která ukončila šest let trvající válku. Smlouva umožnila Rusku zasahovat do politiky a chránit křesťany v Osmanské říši.
- 4. září – James Cook objevil ostrov Nová Kaledonie.
- 5. září–26. říjen – Zástupci britských kolonií v Severní Americe se sešli na prvním Kontinentálním kongresu a shodli se na bojkotu Británie a petici králi Jiřímu III.
- 22. září – Zemřel papež Klement XIV.
- 6. prosince – Císařovna Marie Terezie zavedla všeobecnou školní povinnost.

### Probíhající události
- 1768–1774 – Rusko-turecká válka
- 1772–1775 – Druhá plavba Jamese Cooka
- 1773–1775 – Pugačovovo povstání

## Vědy a umění
- Švédský chemik Carl Wilhelm Scheele objevil chlor a mangan.
- Anglický chemik Joseph Priestley objevil kyslík. O dva roky dříve jej objevil i Carl Wilhelm Scheele, ale Joseph Priestley objev publikoval první.
- Německý spisovatel Johann Wolfgang von Goethe vydal román Utrpení mladého Werthera.

## Narození

### Česko
- 17. dubna – Václav Jan Křtitel Tomášek, hudební skladatel a pedagog († 3. dubna 1850)
- 21. července – Jan Alois Sudiprav Rettig, právník, spisovatel a překladatel († 26. července 1844)
- 24. července – František Josef z Klebelsbergu, šlechtic, rakouský ministr, sběratel umění († 28. prosince 1857)

### Svět

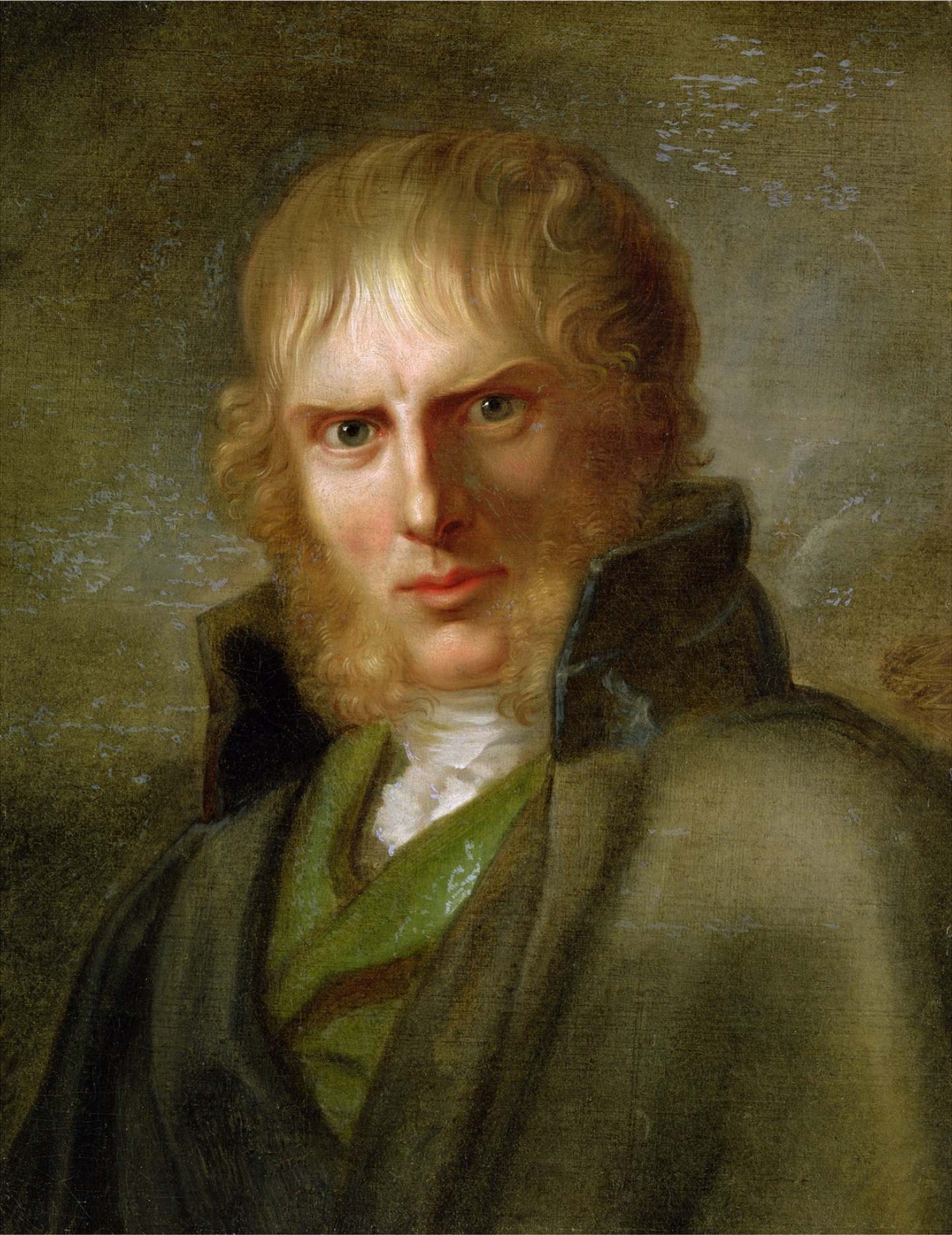
Caspar David Friedrich (* 5. září)

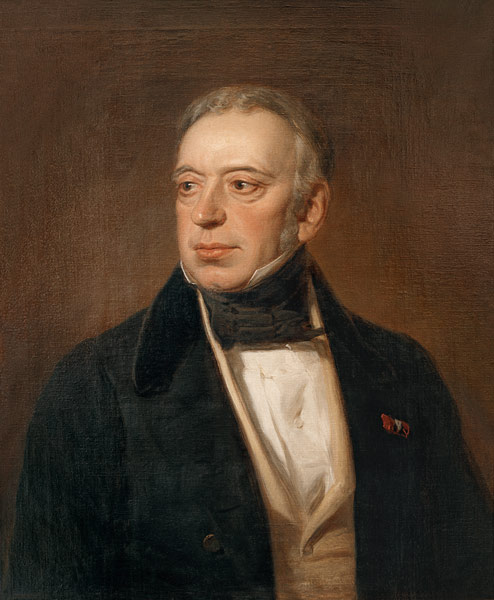
Salomon Mayer Rothschild (* 9. září)

- 29. ledna – Robert Shaw, britský poslanec a bankéř († 10. března 1849)
- 3. února – Carl Brandan Mollweide, německý matematik a astronom († 10. března 1825)
- 15. února – Vilém Jiří Frederik, syn Viléma V. Oranžského († 6. ledna 1799)
- 16. února – Pierre Rode, francouzský houslista a hudební skladatel († 25. listopadu 1830)
- 23. února – John Parish von Senftenberg, německý obchodník a astronom († 2. září 1858)
- 24. února – Adolf z Cambridge, britský šlechtic a syn krále Jiřího III. († 8. července 1850)
- 13. března – Pierre Narcisse Guérin, francouzský malíř († 16. června 1833)
- 16. března – Matthew Flinders, britský navigátor a tvůrce map († 19. července 1814)
- 26. března – Ernst von Hügel, württemberský generál a ministr († 30. března 1849)
- 21. dubna – Jean-Baptiste Biot, francouzský fyzik, astronom a matematik († 3. února 1862)
- 26. dubna – Anne-Jean-Marie-René Savary, francouzský generál a politik († 2. června 1833)
- 28. dubna – Francis Baily, anglický astronom († 30. srpna 1844)
- 7. května – Francis Beaufort, irský hydrograf († 17. prosince 1857)
- 3. června – Robert Tannahill, skotský básník († 17. května 1810)
- 21. června – Daniel D. Tompkins, americký politik († 11. června 1825)
- 24. června – Karolína z Gloucesteru, britská princezna († 14. března 1775)
- 12. července – Jozef Decrett, slovenský lesník († 18. července 1841)
- 20. července – Auguste Marmont, francouzský maršál († 2. března 1852)
- 12. srpna – Robert Southey, anglický romantický básník a literární badatel († 21. března 1843)
- 18. srpna – Meriwether Lewis, americký cestovatel, voják a politik († 11. října 1809)
- 2. září – Pavlína ze Schwarzenbergu, kněžna ze Schwarzenbergu († 1. července 1810)
- 5. září – Caspar David Friedrich, německý malíř a kreslíř († 7. května 1840)
- 8. září – Anna Kateřina Emmerichová, německá mystička, vizionářka a stigmatička († 9. února 1824)
- 9. září – Salomon Mayer Rothschild, vídeňský bankéř, majitel Vítkovických železáren († 28. července 1855)
- 19. září – Giuseppe Gasparo Mezzofanti, italský kardinál a polyglot († 15. března 1849)
- 26. září – Jonathan Chapman, misionář Církve Nového Jeruzaléma († 18. března 1845)
- 7. října – Ferdinando Orlandi, italský hudební skladatel a pedagog († 5. ledna 1848)
- 11. října
  - Peter Nobile, rakouský architekt, stavitel a pedagog († 7. listopadu 1854)
  - Maximilian Füger, rakouský profesor práv († 14. února 1831)
- 12. listopadu – Charles Bell, skotský anatom, chirurg a teolog († 28. dubna 1842)
- 14. listopadu – Gaspare Spontini, italský skladatel a dirigent († 24. ledna 1851)
- 18. listopadu – Vilemína Pruská, nizozemská královna († 12. října 1837)
- 28. listopadu – Marie Antonie Josefa Parmská, parmská princezna († 20. února 1841)
- 25. prosince – Johann Heinrich Fenner von Fenneberg, německý lékař a básník († 16. prosince 1849)
- 27. prosince – Johann Philipp Neumann, rakouský fyzik, knihovník a básník († 3. října 1849)
- neznámé datum
  - John Braham, anglický operní pěvec († 17. února 1856)
  - Charles Sylvester, anglický chemik a vynálezce († 1828)
  - William John Coffee, anglický malíř a sochař († 1846)

## Úmrtí

### Česko
- 30. ledna – František Ignác Tůma, skladatel (* 2. října 1704)
- 3. března – Steydl z Greifenwehru, kněz a spisovatel (* únor 1692)
- 1. května – Michael Antonín z Althannu, rakousko-moravský šlechtic (* 3. července 1716)
- 29. května – Silvestr Weltz, kapelník a hudební skladatel (* 15. srpna 1712)
- 17. října – Heřman Hannibal Blümegen, katolický biskup (* 1. června 1716)
- 31. prosince – Jan Kryštof Handke, barokní malíř (* 18. února 1694)

### Svět

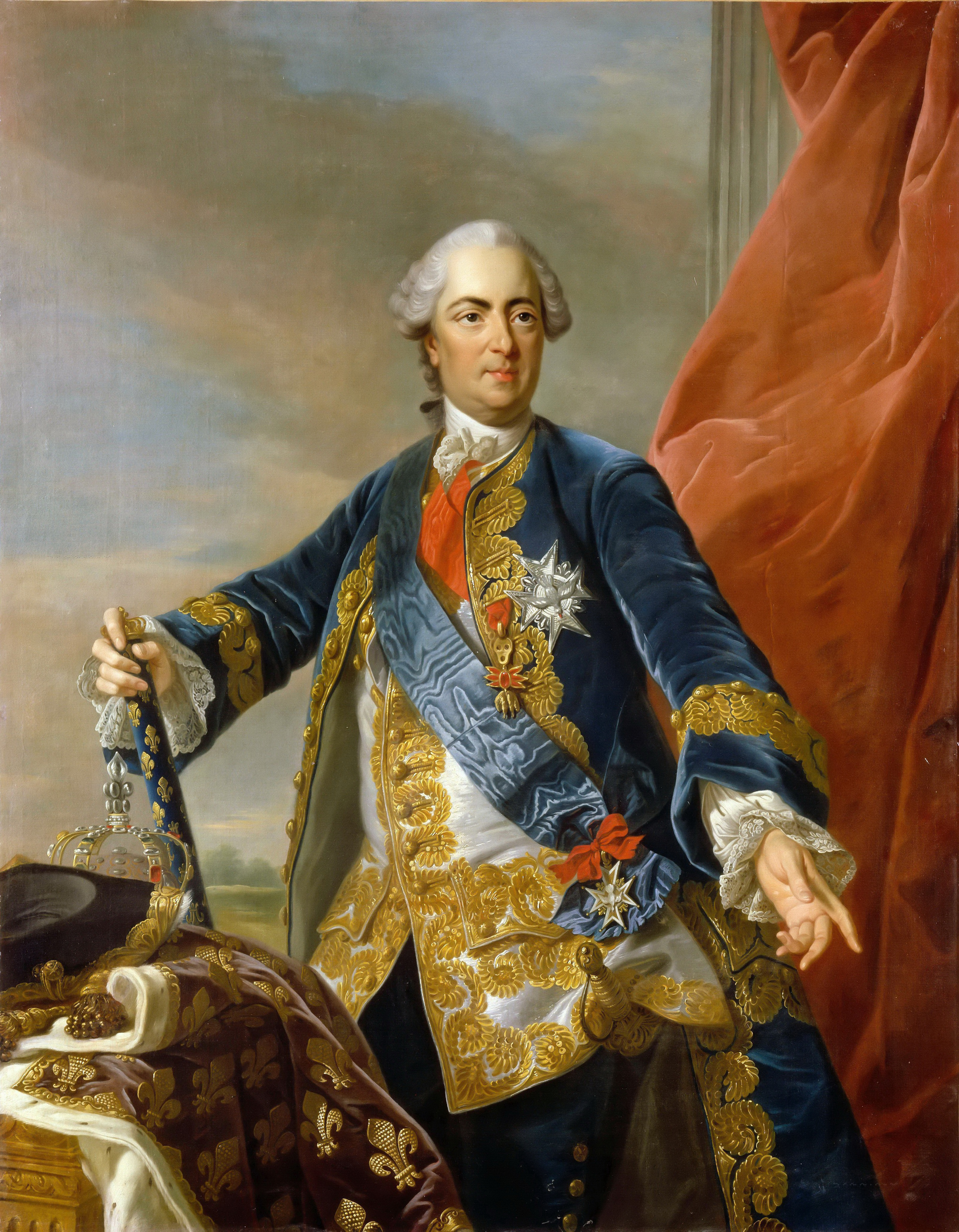
Ludvík XV. († 10. května)

- 20. ledna – Florian Leopold Gassmann, rakouský hudební skladatel, dirigent a varhaník narozený v Čechách (* 4. května 1729)
- 21. ledna – Mustafa III., osmanský sultán (* 28. ledna 1717)
- 28. ledna – Antonio Galli da Bibbiena, italský malíř a architekt (* 1. ledna 1697)
- 25. března – Zeynep Sultan, osmanská princezna a dcera sultána Ahmeda III. (* 8. dubna 1714)
- 30. března – Karolína Falcko-Zweibrückenská, německá šlechtična (* 9. března 1721)
- 4. dubna – Oliver Goldsmith, anglický básník, prozaik a lékař (* 10. listopadu 1728)
- 10. května – Ludvík XV., francouzský král (* 16. února 1710)
- 11. května – Christophe Moyreau, francouzský hudební skladatel (* 6. dubna 1700)
- 26. května – Wilhelm Reinhard von Neipperg, rakouský polní maršál (* 27. května 1684)
- 25. srpna – Niccolò Jommelli, italský hudební skladatel, (* 10. září 1714)
- 4. září – Samuel Lišovíni, slovenský duchovní a spisovatel (* 31. ledna 1712)
- 22. září – Klement XIV., papež (* 31. října 1705)
- 17. října – Levin Friedrich von Bismarck, pruský ministr a soudce (* 3. října 1703)
- 16. prosince – François Quesnay, francouzský lékař a ekonom (* 4. června 1694)

## Hlavy států

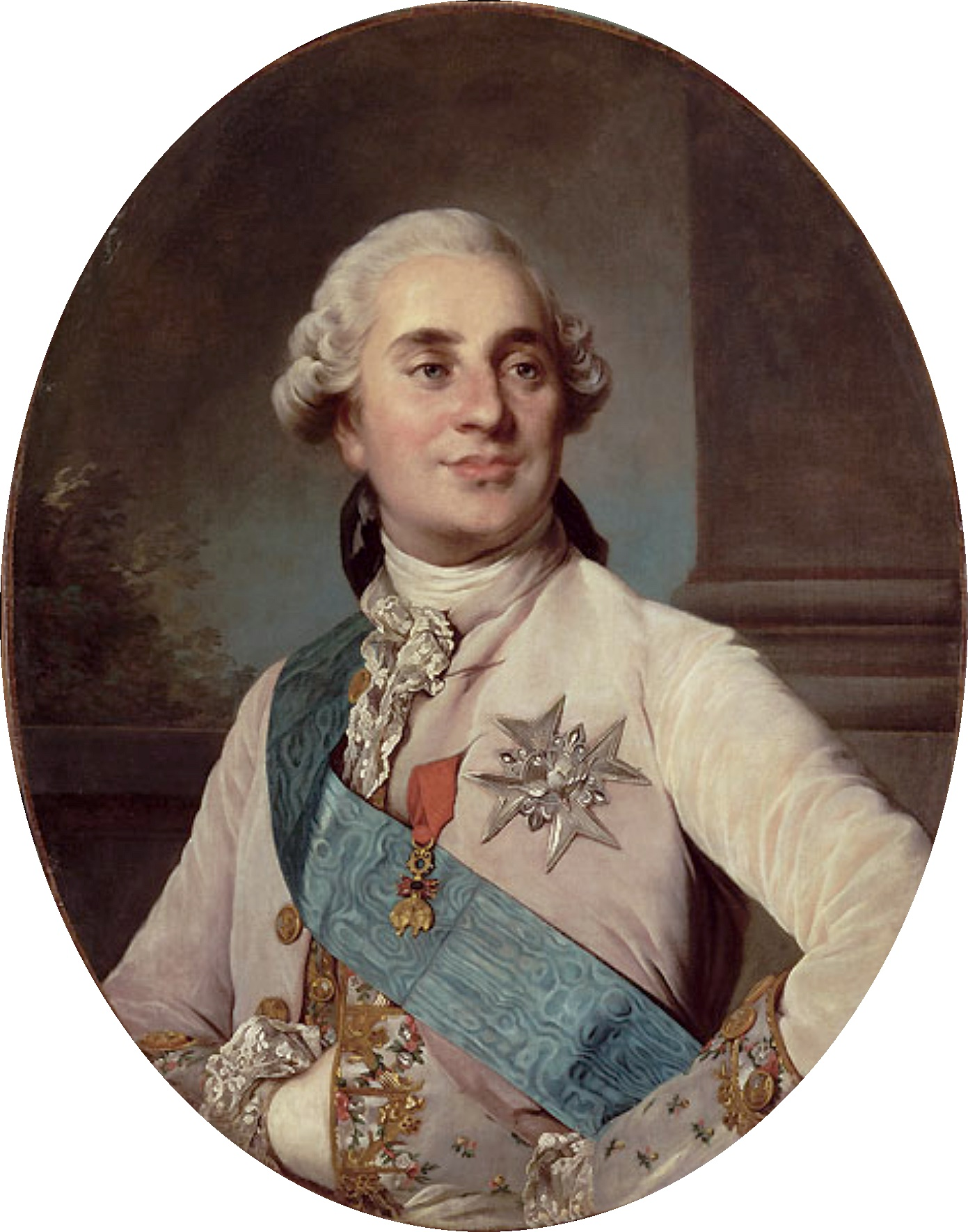
Francouzským králem se stal Ludvík XVI.

- Francie – Ludvík XV. (1715–1774) / Ludvík XVI. (1774–1792)
- Habsburská monarchie – Marie Terezie (1740–1780)
- Osmanská říše – Mustafa III. (1757–1774) / Abdulhamid I. (1774–1789)
- Polsko – Stanislav II. August Poniatowski (1764–1795)
- Prusko – Fridrich II. (1740–1786)
- Rusko – Kateřina II. Veliká (1762–1796)
- Španělsko – Karel III. (1759–1788)
- Švédsko – Gustav III. (1771–1792)
- Velká Británie – Jiří III. (1760–1820)
- Svatá říše římská – Josef II. (1765–1790)
- Papež – Klement XIV. (1769–1774) / Pius VI. (1774–1799)
- Japonsko – Go-Momozono (1771–1779)